# Peter Le Cheminant
Peter de Lacy Le Cheminant, né le 17 juin 1920 à Guernesey et mort le 8 avril 2018, est un chef d'État-Major adjoint des armées et un lieutenant-gouverneur britannique.

## Carrière militaire
Après des études à l'Elizabeth College de Guernesey et au Royal Air Force College Cranwell, Peter Le Cheminant devient officier dans la Royal Air Force en 1939 et participe aux combats de la Seconde Guerre mondiale. 
Il est décoré de la Distinguished Flying Cross en 1943.
Il participe également à la guerre de Corée et rajoute une agrafe à sa Distinguished Flying Cross en 1951 (Distinguished Flying Cross and Bar).
Il devient commandant de la « Joint Warfare Establishment » à Old Sarum en 1968 et chef adjoint de la Force aérienne en 1972. En 1974, il est nommé chef d'État-Major adjoint des armées puis en 1978 adjoint du commandant en chef du « Joint Force Command Brunssum » en 1976.
Il est devenu lieutenant-gouverneur de Guernesey en 1980.